# Гайба
Га̀йба (на италиански: Gaiba) е село и община в Северна Италия, провинция Ровиго, регион Венето. Разположено е на 9 m надморска височина. Населението на общината е 1109 души (към 2011 г.).